# تئوری تولید
تئوری تولید (انگلیسی: Production theory) مطالعه‌ای در زمینه تولید یا روند اقتصادی تبدیل ورودی به خروجی است. تولید یا محصول متوسط یک نهاده متغیر، مقدار محصول تولید شده به ازاء هر واحد آن نهاده در هر سطحی از محصول است. در واقع تئوری تولید از تقسیم تولید کل حاصل از یک‌سری نهاده (اعم از ثابت و متغیر) به مقدار نهاده متغیر مورد استفاده به‌دست می‌آید. به بیان دیگر برای محاسبه مقدار تولید متوسط یک نهاده متغیر بایستی مقدار تولید کل مربوط به نقطه مورد نظر تابع تولید را بر تعداد واحدهای نهاده متغیر تقسیم نمود.